# Godfrey Khotso Mokoena
Godfrey Khotso Mokoena (* 6. März 1985 in Heidelberg, Transvaal) ist ein südafrikanischer Leichtathlet. Er wurde 2008 Hallenweltmeister und Olympiazweiter im Weitsprung.

## Karriere
Als Jugendlicher war Mokoena Hochspringer, bei den Jugendweltmeisterschaften 2001 belegte er den fünften Platz. 2002 trat er bei den Juniorenweltmeisterschaften im Weitsprung an und wurde Zwölfter. Zwei Jahre später wurde er Juniorenweltmeister im Dreisprung und Zweiter im Weitsprung. Dazwischen wurde er 2003 Zweiter im Dreisprung und Dritter im Weitsprung bei den Panafrikanischen Spielen. In Athen bei den Olympischen Spielen 2004 scheiterte Mokoena in der Dreisprung-Qualifikation.
Bei den Weltmeisterschaften 2005 belegte Mokoena im Weitsprung den siebten Platz. Im März 2006 wurde Mokoena Fünfter im Weitsprung bei den Hallenweltmeisterschaften 2006 in Moskau. Anderthalb Wochen später trat Mokoena bei den Commonwealth Games in Melbourne an. Dort belegte er Platz vier im Weitsprung und gewann im Dreisprung Silber hinter Phillips Idowu. Bei den Afrikameisterschaften 2006 gewann Mokoena Silber im Weit- und im Dreisprung. 2007 konzentrierte er sich auf den Weitsprung. Er gewann Bronze bei den Afrikaspielen in Algier und wurde Fünfter bei den Weltmeisterschaften in Osaka. Bei den Hallenweltmeisterschaften 2008 in Valencia sprang er 8,08 m und gewann den Titel mit zwei Zentimetern Vorsprung auf den Briten Chris Tomlinson. Bei den Olympischen Spielen 2008 gelang Mokoena im Weitsprungfinale im vierten Versuch ein Sprung von 8,24 m, mit dem er Silber hinter Irving Saladino gewann. Ebenfalls Zweiter wurde er mit 8,47 m bei den Leichtathletik-Weltmeisterschaften 2009 in Berlin, diesmal hinter Dwight Phillips. 2010 belegte er bei den Hallenweltmeisterschaften in Doha den zweiten Platz und siegte bei den Afrikameisterschaften in Nairobi.
Bei den Leichtathletik-Afrikameisterschaften 2014 in Marrakesch gewann er die Goldmedaille im Dreisprung und die Silbermedaille im Weitsprung.

## Bestleistungen
- Weitsprung: 8,50 m, 4. Juli 2009, Madrid
  - Halle: 8,18 m, 23. Februar 2007, Paris
- Dreisprung: 17,25 m, 16. April 2005, Durban
  - Halle: 16,22 m, 20. Februar 2007, Stockholm

## Auszeichnungen
2009 wurde Mokoena mit dem südafrikanischen Order of Ikhamanga in Bronze ausgezeichnet.